# Anticorps anti-récepteur de la TSH
Les anticorps anti-récepteur de la TSH (Ac anti RTSH) sont des auto-anticorps du groupe des anticorps anti-thyroïdiens, se liant spécifiquement aux récepteurs de la TSH.
La plupart d'entre eux constituent des anticorps stimulants pour le récepteur, mais certains peuvent parfois être bloquants. On distingue ainsi les anticorps stimulants (TSI ou « Thyroïd Stimulating Immunoglobulin »), et les anticorps bloquants (TBII ou « Thyroïd Binding Inhibitory Immunoglobulin »). Les premiers miment l’action de la TSH en stimulant la production de T3 et T4 et caractérisent la maladie de Basedow. Les seconds entraînent une hypothyroïdie et sont retrouvés dans les thyroïdites atrophiques. Ces deux types d'anticorps sont parfois retrouvés simultanément chez le même malade ou de manière successive.
Ils constituent principalement un marqueur dans le diagnostic et le suivi de la maladie de Basedow, où ils sont retrouvés dans 85 à 90 % des cas[réf. nécessaire]. On les détecte également dans certains myxœdèmes primitifs et les thyroïdites de Hashimoto (10 % des cas)[réf. nécessaire].

## Découverte
En 1948, Purves et Griesbach provoquent l'apparition d'une hypertrophie de la glande thyroïde chez des animaux après l’injection de sérum de malades souffrant de la maladie de Basedow. En 1957, Adams et Purves décrivent un facteur différent de la TSH impliqué dans la physiopathologie de la maladie de Basedow. Cette substance est nommée LATS (« long-acting thyroid stimulator ») par Mc Kenzie en 1958, du fait de sa longue durée d'action. Elle est ensuite caractérisée comme étant un ensemble d'immunoglobulines. Les études radio-immunlogiques ultérieures montrent leur liaison spécifique aux récepteurs de la TSH des faces inférieures et basales des thyréocytes mais aussi des cellules des muscles orbitaires.

## Synonymes
Plusieurs appellations ont été utilisées : 
- LATS (« Long acting thyroïd stimulator »)
- TRAK (« TSH-Rezeptor-Antikörper »)